# Jerry Apodaca
Pour l’article homonyme, voir Apodaca.
Raymond S. Apodaca dit Jerry Apodaca, né le 3 octobre 1934 à Las Cruces (Nouveau-Mexique) et mort le 26 avril 2023 à Santa Fe (Nouveau-Mexique), est un homme politique américain. 
Membre du Parti démocrate, il est gouverneur du Nouveau-Mexique de 1975 à 1979.

## Biographie
Après un premier échec en 1964, Jerry Apodaca est élu au Sénat du Nouveau-Mexique en 1966 dans le 27e district.
Il est élu gouverneur du Nouveau-Mexique en 1974 face au républicain Joe Skeen. Il est le premier gouverneur hispanique du pays depuis les années 1920. Durant son mandat, il réorganise l'administration de l'État et participe à la campagne de Jimmy Carter de 1976. À la fin de son mandat, en 1979, il est nommé par Carter au sein du conseil présidentiel sur la forme physique.
Jerry Apodaca fait un retour en politique en 1982 en se présentant au Sénat des États-Unis. Il est cependant battu durant la primaire démocrate par Jeff Bingaman. Il est par la suite membre du conseil des régents de l’université du Nouveau-Mexique.
En 2018, il encourage son fils Jeff à se présenter au poste de gouverneur. Ce dernier perd la primaire démocrate face à Michelle Lujan Grisham. Jerry Apodaca apporte alors son soutien au républicain Steve Pearce, pourtant situé à la droite du parti conservateur.